# Petääsaari (ö i Mellersta Finland, Saarijärvi-Viitasaari)
Petääsaari är en ö i Finland. Den ligger i sjön Ilmojärvi och i kommunen Viitasaari i den ekonomiska regionen  Saarijärvi-Viitasaari och landskapet Mellersta Finland, i den centrala delen av landet, 300 km norr om huvudstaden Helsingfors. Öns area är 1,1 hektar och dess största längd är 190 meter i nord-sydlig riktning.